# Преступление и наказание (телесериал, 2024)
«Преступле́ние и наказа́ние» — российский сериал, снятый режиссёром Владимиром Мирзоевым по мотивам романа Ф. М. Достоевского «Преступление и наказание». Главные роли в нём сыграли Иван Янковский, Алёна Михайлова, Тихон Жизневский и Любовь Аксёнова.
Премьера четырёх первых серий планировалась в онлайн-кинотеатре «Кинопоиск» 26 октября 2024 года, но в начале была перенесена на 27 октября, затем сдвинута на 29 число, а после была перенесена на неопределённый срок. Фактически первые четыре серии были выпущены 2 ноября 2024 года. Заключительные шесть серий разместили на платформе 30 ноября.

## Сюжет
Действие происходит в современном Санкт-Петербурге. Студент Родион, изнурённый безденежьем, безработицей и мыслями о бессмысленности своего существования, убивает старуху-микрокредиторшу. Следователь Порфирий Петрович пытается раскрыть преступление.

## В ролях
- Иван Янковский — Родион Романович Раскольников
- Алёна Михайлова — Софья Семёновна Мармеладова
- Тихон Жизневский — Дмитрий Разумихин, друг Родиона Раскольникова
- Любовь Аксёнова — Дуня Раскольникова, сестра Родиона
- Юлия Снигирь — Марфа Петровна, жена Свидригайлова
- Владислав Абашин — Аркадий Иванович Свидригайлов
- Никита Тарасов — Пётр Петрович Лужин
- Виктория Толстоганова — Катерина Ивановна Мармеладова
- Борис Хвошнянский — Тень
- Владимир Мишуков — Порфирий Петрович, следователь
- Олег Дуленин — Семён Захарович Мармеладов
- Ёла Санько — Алёна Ивановна, старуха-микрокредиторша
- Екатерина Ефимова ― Лизавета Ивановна
- Юлия Марченко — Пульхерия Александровна Раскольникова
- Мария Смольникова — Прасковья Павловна (Пашенька), квартирная хозяйка Раскольникова
- Анна Воркуева — Ольга Фирсовна, следователь
- Вероника Мохирева — Пенелопа, проститутка
- Маргарита Галич — Мари (Мария Ивановна Калинина), прислуга Свидригайловых
- Мариэтта Цигаль-Полищук ― Амалия Карловна, хозяйка борделя
- Диана Енакаева — юная Соня Мармеладова
- Дмитрий Миллер ― лже-Свидригайлов
- Степан Девонин ― Андрей Семёнович Лебезятников
- Олег Леваков — слепец
- Александр Доронин ― Ипполит Кириллович, отец невесты

## Производство и релиз
В феврале 2022 года стало известно, что режиссёр Владимир Мирзоев экранизирует роман Ф. М. Достоевского «Преступление и наказание» в виде сериала, однако его действие будет происходить в современном Санкт-Петербурге. Мирзоев представит «новый взгляд на одно из самых важных произведений русской литературы». По словам режиссёра, история будет сосредоточена на личностях Родиона Раскольникова и его сестры Дуни.
К декабрю 2023 года съёмки были завершены.
Премьера сериала состоялась 2 ноября 2024 года — были показаны первые четыре серии, остальные шесть обещали показать в конце ноября.
7 ноября 2024 года стало известно, что сериал будет выпущен под международным названием Crime & Punishment. Производственная компания готовит адаптацию языковых дорожек на английском, французском и испанском языках для выхода на зарубежные рынки.